# Aeroseum
O Aeroseum é um museu dedicado ao património aeronáutico militar sueco, localizado num hangar subterrâneo dos tempos da Guerra Fria, na localidade sueca de Säve, no Município de Gotemburgo.
O hangar pertencia ao antigo Esquadrão de Göta (Göta Flygflotilj), e era um dos cinco hangares subterrâneos da Força Aérea Sueca.

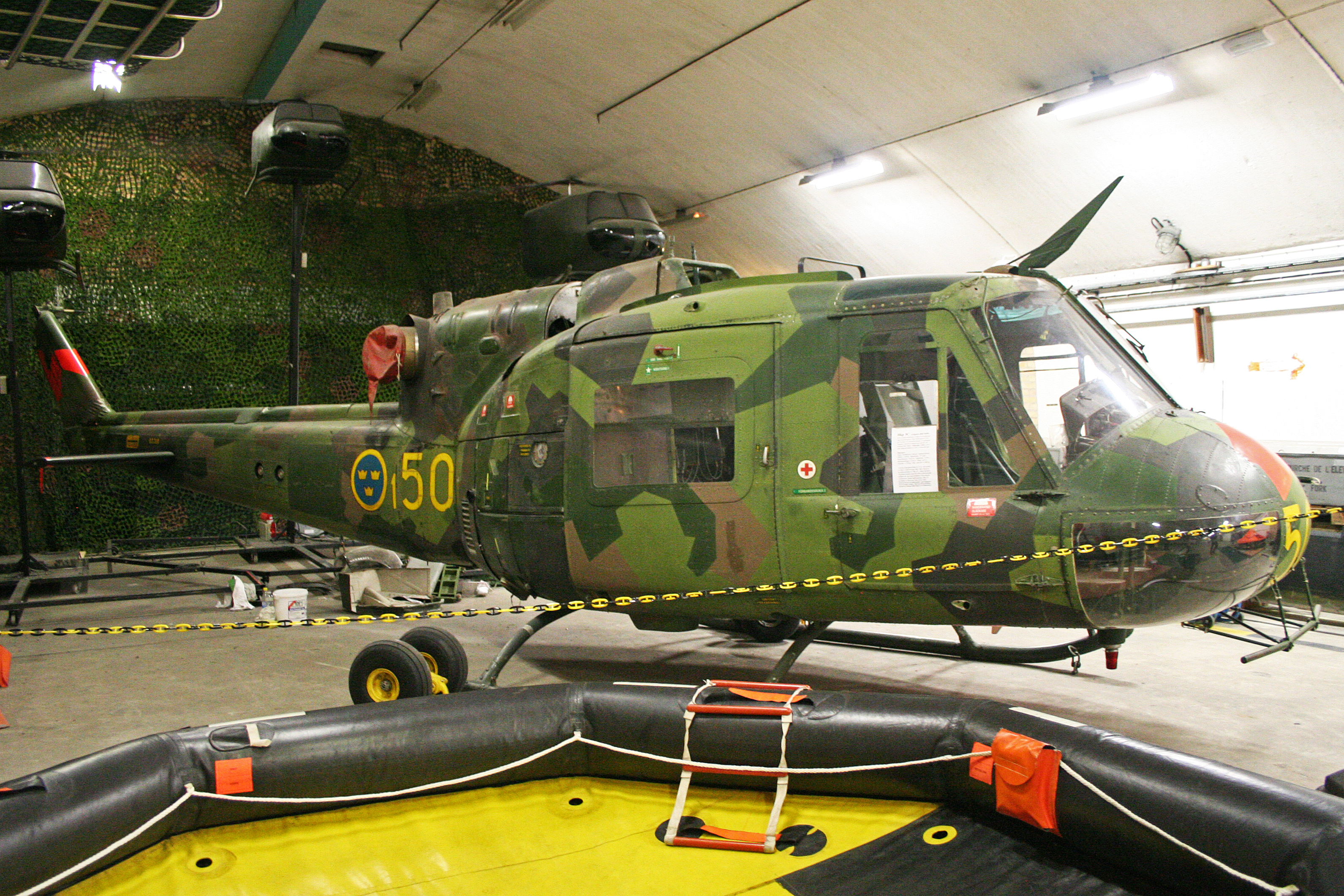
O helicóptero Agusta-Bell 204B
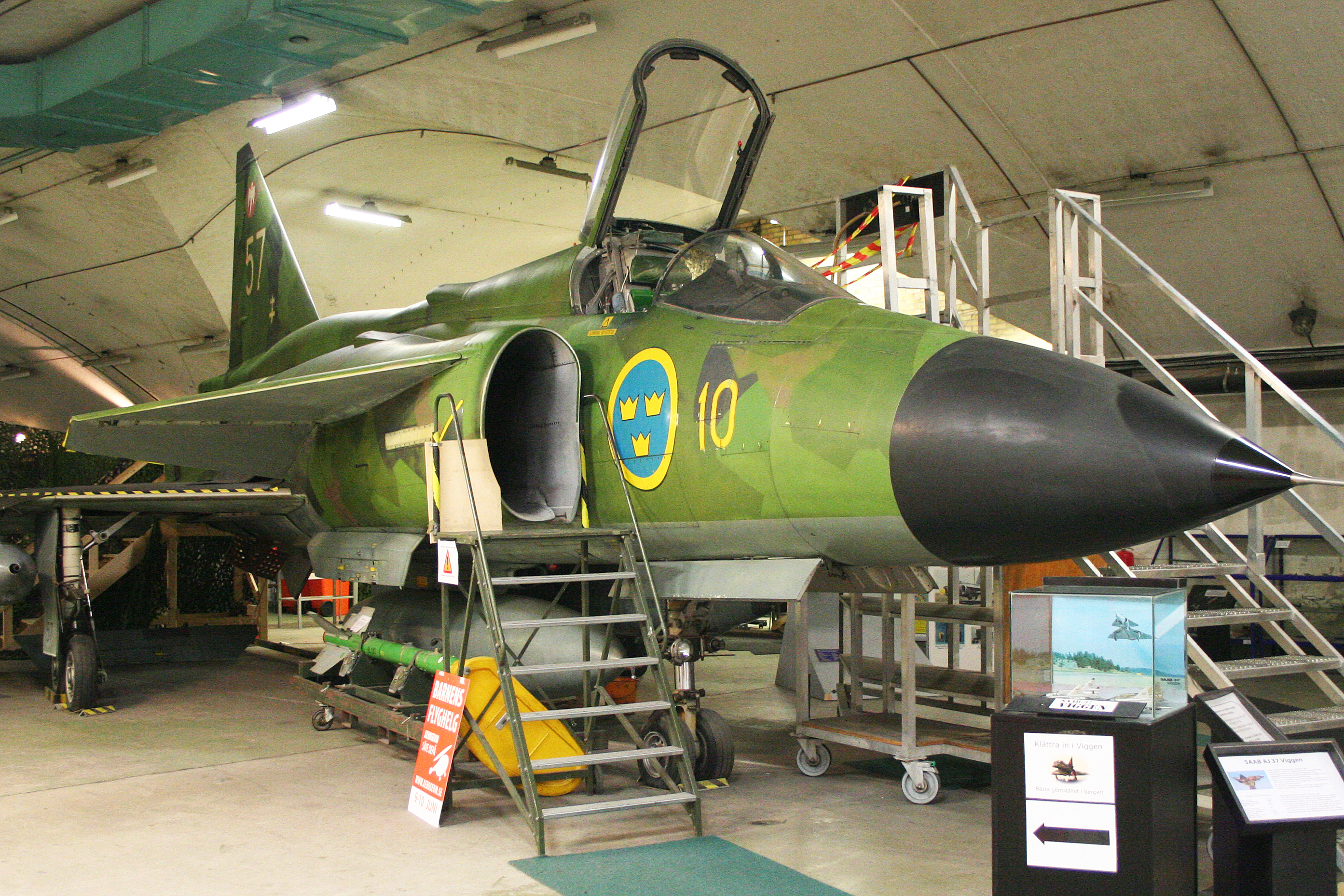
O caça Saab AJ-37 Viggen
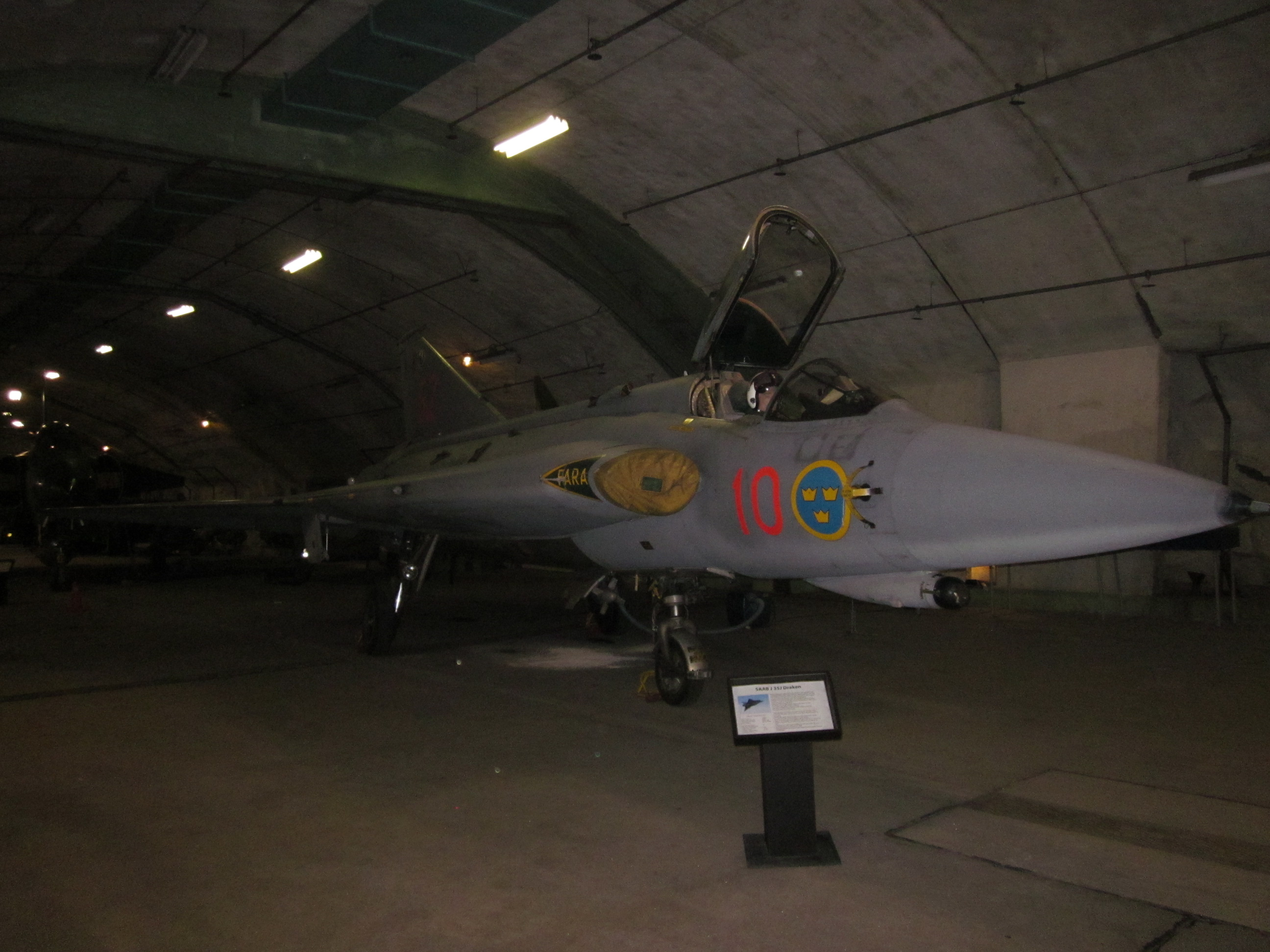
O caça Saab J 35J Draken